# Хльобас Дмитро Вікторович
Дмитро́ Ві́кторович Хльо́бас  (нар. 9 травня 1994, Лохвиця, Полтавська область, Україна) — український футболіст, нападник казахстанського клубу «Кизил-Жар» та екс-гравець молодіжної збірної України.

## Клубна кар'єра

### Початок кар'єри
Футболом починав займатися у рідній Лохвиці. Першим клубом Хльобаса стала «Енергія» (Ромни).
2005 року в 11 років після одного з дитячих турнірів в Києві був запрошений в ДЮФШ «Динамо» ім. Валерія Лобановського, де пройшов всі ступені навчання. Працював в академії «Динамо» під керівництвом таких фахівців, як Олег Хвоя, Валерій Кінашенко, Сергій Журавльов, а завершив навчання під орудою Юрія Оськіна. З 2008 по 2011 рік в ДЮФЛ виступав за «Динамо» (Київ).

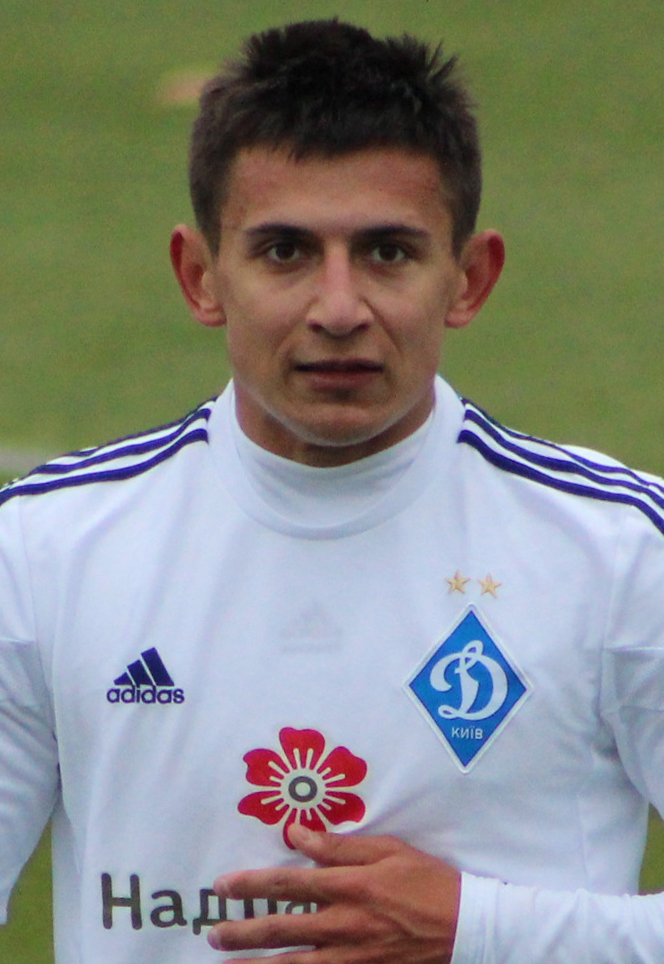
Дмитро Хльобас під час виступів за «Динамо-2». 2 листопада 2014 року.

### «Динамо»
Після закінчення академії влітку 2011 року потрапив до команди «Динамо» і 29 липня 2011 року дебютував в матчі молодіжних команд проти «Металурга» (Донецьк) (2:0). Відразу Хльобас став основним гравцем молодіжної команди і за перший сезон у 24 іграх забив 5 голів.
17 листопада 2012 року у віці 18 років дебютував за основну команду «Динамо» в матчі чемпіонату України проти донецького «Металурга», вийшовши на заміну на 68 хвилині замість Марко Рубена, проте нічим не зміг допомогти команді і кияни поступились 0:1. Проте в другій половині 2012 року все-одно грав у молодіжній першості, забивши 11 голів у 16 матчах.
20 лютого 2013 року був заявлений на матчі в Професійній футбольній лізі України за команду «Динамо-2» Київ. До кінця 2014 року зіграв за дубль динамо 29 матчів в першій лізі, де забив 10 голів.
В лютому 2015 року, разом з одноклубником В'ячеславом Лухтановим, на правах оренди перейшов в ужгородську «Говерлу». 3 квітня 2015 року у віці 20 років в матчі проти донецького «Олімпіка» забив свій перший гол в Прем'єр-лізі, чим допоміг своїй команді перемогти 2:1. У матчі проти «Шахтаря» забив м'яч крученим ударом від штанги, зрівнявши рахунок — 1:1. Але тоді ужгородці програли.
2 лютого 2016 року підписав орендну угоду на півроку з полтавською «Ворсклою».

## Збірна
З 2007 року виступав за юнацькі збірні України різних вікових категорій.
13 листопада 2014 року дебютував в складі молодіжної збірної України в товариському матчі проти однолітків з Туреччини (2:0), відігравши 60 хвилин, після чого був замінений на Олексія Хобленка. Вже в другому матчі за «молодіжку» Дмитро забив свій перший гол, вразивши з дальньої відстані ворота молодіжної збірної Словенії (2:0).

## Досягнення
- Чемпіон Вірменії (1):

«Урарту»: 2022-23
- Володар Кубка Вірменії (1):

«Урарту»: 2022-23